# Mile Isaković
Mile Isaković, född 17 januari 1958 i Šabac i dåvarande SFR Jugoslavien, är en serbisk handbollstränare och före detta jugoslavisk handbollsspelare. Han är högerhänt och spelade i anfall som vänstersexa. Han är den som gjort näst flest mål (734 stycken) för Jugoslaviens herrlandslag genom tiderna, efter Veselin Vujović.
Han var med och tog OS-guld i samband med OS 1984 i Los Angeles.

## Klubbar

### Som spelare
- RK Metaloplastika Šabac (–1986)
- TSV Milbertshofen (1986–1988)
- US Créteil HB (1988–1991)
- OM Vitrolles (1991–1993)

### Som tränare
- OM Vitrolles (1992–1996)
- Hypo Niederösterreich (damer, dec. 2004 – feb. 2005)
- AS Pallamano Secchi (2006)
- US Créteil HB (2006–2008)